# Ла-Сеха
Ла-Сеха (исп. La Ceja) — город и муниципалитет на севере Колумбии, на территории департамента Антьокия. Входит в состав субрегиона Восточная Антьокия.

## История
До прихода испанских колонизаторов на современной территории муниципалитета проживали индейцы племени тахамис.
Поселение из которого позднее вырос город было основано 7 декабря 1789 года. Муниципалитет Ла-Сеха был выделен в отдельную административную единицу в 1855 году.

## Географическое положение
Город расположен в южной части департамента, в гористой местности Центральной Кордильеры, на расстоянии приблизительно 22 километров к юго-востоку от Медельина, административного центра департамента. Абсолютная высота — 2114 метров над уровнем моря.

Муниципалитет Ла-Сеха граничит на севере с муниципалитетом Рионегро, на северо-востоке — с муниципалитетом Эль-Кармен-де-Вибораль, на востоке — с муниципалитетом Ла-Унион, на юге — с муниципалитетом Абехорраль, на юго-западе — с муниципалитетом Монтебельо, на западе — с муниципалитетом Эль-Ретиро. Площадь муниципалитета составляет 131 км².

## Население
По данным Национального административного департамента статистики Колумбии, совокупная численность населения города и муниципалитета в 2012 году составляла 50 805 человек.
Динамика численности населения муниципалитета по годам:
| 2005   | 2006   | 2007   | 2008   | 2009   | 2010   | 2011   | 2012   |
| ------ | ------ | ------ | ------ | ------ | ------ | ------ | ------ |
| 46 268 | 46 933 | 47 584 | 48 233 | 48 879 | 49 523 | 50 153 | 50 805 |

Согласно данным переписи 2005 года мужчины составляли 48,5 % от населения Ла-Сехи, женщины — соответственно 51,5 %. В расовом отношении белые и метисы составляли 92,1 % от населения города; негры, мулаты и райсальцы — 7,9 %.
Уровень грамотности среди всего населения составлял 93,4 %.

## Экономика
Основу экономики Ла-Сехи составляют сельскохозяйственное производство и цветоводство.

58,1 % от общего числа городских и муниципальных предприятий составляют предприятия торговой сферы, 30,6 % — предприятия сферы обслуживания, 11,2 % — промышленные предприятия, 0,1 % — предприятия иных отраслей экономики.